# コミックNewtype
『コミックNewtype』は、KADOKAWAが運営するウェブコミック配信サイト。『ニコニコエース』と『WebNewtype』を統合して2016年7月1日にオープンした。

## 概要

### 角川ニコニコエース / ニコニコエース
2011年11月1日に、ニコニコ動画と角川書店によるWeb漫画雑誌として『角川ニコニコエース』がスタート。ニコニコ静画（電子書籍）の一環であり、角川書店の漫画を電子書籍として配信するほか、オリジナル作品も掲載。
2013年7月で休刊した『ニュータイプエース』から一部作品が移籍している。
2015年4月4日より、ニコニコ漫画（旧・ニコニコ静画 (マンガ)）内に『ニコニコエース』がオープン。2015年9月1日の『角川ニコニコエース』200号をもって電子書籍での展開を終了し、ニコニコ漫画での展開に移行した。

### WebNewtype
『月刊ニュータイプ』の公式サイト『WebNewtype』内のコミックコーナー『コミックNewtype』として2015年4月10日にスタート。

### コミックNewtype（統合後）
『ニコニコエース』と『WebNewtype』を統合して2016年7月1日にオープン。
『カドコミ』（旧ComicWalker)にもレーベルのひとつとして掲載が遅れてあったが、『カドコミ』のリニューアルに伴い最新話の掲載先として本格的に2024年10月1日に移転。

## 現在の連載作品
| 作品名                                                                                     | 作者（作画）             | 原作者など | 開始日                 | 備考                                                              |
| ------------------------------------------------------------------------------------------ | ------------------------ | --- | ---------------------- | ----------------------------------------------------------------- |
| 合鍵くんと幸せごはん                                                                       | 黒麦はぢめ               | - | 2020年4月28日          |                                                                   |
| アイドルマスター シャイニーカラーズ コヒーレントライト                                     | 緒原博綺（漫画）         | バンダイナムコエンターテインメント（原作）                                                                                              | 2023年9月26日          |                                                                   |
| 悪役令嬢のデレは俺だけにバレている                                                         | 松尾葉月（漫画）         | Crosis（原作） | 2022年6月21日          |                                                                   |
| あすにひとふで!                                                                            | 葛原昏（漫画）           | 矢神うた（原作） | 2022年11月8日          |                                                                   |
| アルマちゃんは家族になりたいZ                                                              | ななてる                 | - | 2024年7月31日          |                                                                   |
| 異世界帰りの英雄曰く                                                                       | 窪茶（漫画）             | 涼暮皐（原作） | 2022年1月28日          |                                                                   |
| 偉人が4.0をつけたメシ屋に行ってみた。                                                      | 大和田秀樹               | - | 2023年2月24日          |                                                                   |
| 陰キャでヲタクで貧乏だけど美人お嬢様に推されてます                                         | 源素水（漫画）           | 美月りん（原作） あさぎ屋（原作イラスト）                                                                                               | 2022年9月20日          |                                                                   |
| 宇宙戦艦ヤマト2199                                                                         | むらかわみちお           | 西﨑義展（原作） 結城信輝（キャラクターデザイン） 宇宙戦艦ヤマト2199製作委員会（協力）                                                  | 2013年8月27日          | 『ニュータイプエース』より移籍 『角川ニコニコエース』より継続連載 |
| 宇宙とかと比べたらちっぽけな問題ですが                                                     | ビーノ                   | - | 2017年11月17日         |                                                                   |
| ギャルゲーマーに褒められたい                                                               | げしゅまろ               | - | 2021年11月19日         |                                                                   |
| ケンランバンカラ                                                                           | 岡叶（漫画）             | 夏目純白（原作） ももこ・らたん（キャラクター原案）                                                                                     | 2022年4月26日          |                                                                   |
| 紅殻のパンドラ                                                                             | 六道神士（漫画）         | 士郎正宗（原作） | 2013年8月13日 （93号） | 『ニュータイプエース』より移籍 『角川ニコニコエース』より継続連載 |
| コードギアス 復活のルルーシュ                                                              | 小笠原智史（漫画）       | 谷口廣次朗（シナリオ） コードギアス 復活のルルーシュ（原作）                                                                            | 2020年4月24日          |                                                                   |
| こえる大峠さん                                                                             | 根雪れい                 | - | 2022年6月14日          |                                                                   |
| 国民的アイドルになった幼馴染みが、ボロアパートに住んでる俺の隣に引っ越してきた件           | あかりりゅりゅ羽（漫画） | 榊原モンショー（原作） | 2022年12月27日         |                                                                   |
| 残念妖精ドルマさん                                                                         | おーしおゆたか           | - | 2021年4月23日          |                                                                   |
| しゃしゃごもり                                                                             | さわむらリョウ           | - | 2022年1月25日          |                                                                   |
| 少女怪異紀行                                                                               | 牧野康平（漫画）         | 枢木縁（原作） | 2022年12月16日         |                                                                   |
| 少女たちの痕にくちづけを                                                                   | 春花あや                 | - | 2021年12月21日         |                                                                   |
| 女子高生の無駄づかい                                                                       | ビーノ                   | - | 2015年12月7日          | 『ニコニコエース』より継続連載                                    |
| スーパーカブ                                                                               | 蟹丹（漫画）             | トネ・コーケン（原作） 博（キャラクター原案）                                                                                           | 2017年12月29日         |                                                                   |
| スーパーカブRei                                                                            | さいとー栄（漫画）       | トネ・コーケン（原作） 博（キャラクター原案）                                                                                           | 2022年4月29日          |                                                                   |
| ぜっしゃか! -私立四ツ輪女子学院絶滅危惧車学科-                                             | せきはん                 | - | 2017年5月26日          |                                                                   |
| 世話やきキツネの仙狐さん                                                                   | リムコロ                 | - | 2017年10月6日          |                                                                   |
| TIGER & BUNNY 2                                                                            | 榊原瑞紀（漫画）         | BN Pictures（企画・原作・制作） 西田征史（シリーズ構成・脚本・ストーリーディレクター） 桂正和（キャラクターデザイン・ヒーローデザイン） | 2022年4月5日           |                                                                   |
| 脱稿するまでオチません                                                                     | ヨシラギ                 | - | 2022年1月21日          |                                                                   |
| 小さな紳士と山の化け物                                                                     | ぬら次郎                 | - | 2021年9月14日          |                                                                   |
| 知的でクールな後輩美女、俺の飼い猫になる                                                   | 木虎こん（漫画）         | 猪野志士（原作） いち（キャラクター原案）                                                                                               | 2022年8月23日          |                                                                   |
| とある科学の心理掌握                                                                       | 乃木康仁（漫画）         | 鎌池和馬（原作） はいむらきよたか（キャラクターデザイン）                                                                               | 2021年7月27日          |                                                                   |
| 咎人の刻印                                                                                 | 藤丸豆ノ介（漫画）       | 蒼月海里（原作） 巖本英利（キャラクター原案）                                                                                           | 2022年7月26日          |                                                                   |
| 鍋に弾丸を受けながら                                                                       | 森山慎（作画）           | 青木潤太朗（原作） | 2021年5月28日          |                                                                   |
| ニニンがシノブ伝ぷらす                                                                     | 古賀亮一                 | - | 2020年6月26日          |                                                                   |
| 猫妖傳                                                                                     | 艾莉柚                   | - | 2022年4月12日          |                                                                   |
| 美人すぎる女装刑事 藤堂さん                                                                | 藤珠こと                 | - | 2023年2月17日          |                                                                   |
| フードコートで、また明日。                                                                 | 成家慎一郎               | - | 2020年3月10日          |                                                                   |
| 不揃いの連理                                                                               | みかん氏                 | - | 2020年11月20日         |                                                                   |
| ぼくの奥さんは魔法少女かもしれない                                                         | 相川真霜                 | - | 2022年12月20日         |                                                                   |
| 毎月庭つき大家つき                                                                         | ヨドカワ                 | - | 2021年6月29日          |                                                                   |
| マジックエアポート                                                                         | 伊原しげかつ（漫画）     | 都築メイ（原作・シナリオ） 日本航空/JALブランドコミュニケーション（協力）                                                               | 2022年6月3日           | 出張掲載                                                          |
| 魔女ノ結婚                                                                                 | studio HEADLINE          | - | 2021年2月12日          |                                                                   |
| 魔法使いの犯罪捜査                                                                         | たもつ葉子               | - | 2022年11月1日          |                                                                   |
| 魔力を溜めて、物理でぶん殴る。〜外れスキルだと思ったそれは、新たな可能性のはじまりでした〜 | 青刃時雨（作画）         | ぷらむ（原作） | 2022年10月18日         |                                                                   |
| 桃組プラス戦記                                                                             | 左近堂絵里               | - | 2017年10月24日         | 『月刊Asuka』より移籍                                             |
| ラブコメ漫画に入ってしまったので、推しの負けヒロインを全力で幸せにする                     | しはる（漫画）           | shiryu（原作） バラ（原作イラスト） | 2022年9月20日          |                                                                   |
| 龍空のエイシズ                                                                             | かたやままこと           | - | 2021年5月28日          |                                                                   |
| 領怪神犯                                                                                   | 足鷹高也（漫画）         | 木古おうみ（原作） | 2022年12月20日         |                                                                   |
| 両親の借金を肩代わりしてもらう条件は日本一可愛い女子高生と一緒に暮らすことでした。         | 美月めいあ（漫画）       | 雨音恵（原作） kakao（キャラクター原案）                                                                                                | 2022年5月27日          |                                                                   |
| りんちゃんは据え膳したい                                                                   | 澄田佑貴                 | - | 2020年8月7日           |                                                                   |
| レオとシロウのドタバタ猫日記                                                               | 秀                       | - | 2023年2月21日          |                                                                   |
| 私より強い男と結婚したいの                                                                 | 由伊大輔（漫画）         | 高橋びすい（原作） Nagu（キャラクターデザイン） 水平線（キャラクター原案）                                                              | 2022年3月19日          |                                                                   |
| ワンダーX                                                                                  | 黒山メッキ（漫画）       | 伊藤智彦（原作） | 2022年9月16日          |                                                                   |

## 過去
| 作品名                                                    | 作者（作画）             | 原作者など | 開始日                 | 終了日         | 備考                                                                                  |
| --------------------------------------------------------- | ------------------------ | --- | ---------------------- | -------------- | ------------------------------------------------------------------------------------- |
| ĀTRAIL-ニセカヰ的日常と殲滅エレメント-                    | 樋口彰彦（漫画）         | 谷口悟朗（原作） | 2015年10月12日         | 2018年10月26日 | 『ニコニコエース』より継続連載                                                        |
| IDOLY PRIDE Stage of Asterism                             | 晴瀬ひろき（漫画）       | Project IDOLY PRIDE（原作） | 2020年6月30日          | 2021年11月30日 |                                                                                       |
| アイドルマスター シャイニーカラーズ                       | しのざきあきら（漫画）   | バンダイナムコエンターテインメント                                                                                             | 2019年7月23日          | 2022年8月26日  |                                                                                       |
| 悪魔のリドル                                              | 南方純（作画）           | 高河ゆん（原作） | 2015年5月25日          | 2017年1月3日   | 再掲載 『WebNewtype』より継続連載                                                     |
| 明日、シネマかすみ座で                                    | 本郷地下                 | - | 2018年2月27日          | 2019年10月29日 |                                                                                       |
| 少女型兵器は家族になりたい                                | ななてる                 | - | 2021年7月28日          | 2024年3月25日  |                                                                                       |
| アンジュ・ヴィエルジュぷらす!                             | 八色（漫画）             | アンジュ・ヴィエルジュ・フィルムパートナーズ（原作）                                                                           | 2016年7月11日          | 2016年9月26日  |                                                                                       |
| 田舎の美少年                                              | 右野マコ                 | - | 2021年1月5日           | 2022年6月14日  |                                                                                       |
| 上野パンダ島ビキニーズ 虹色サバイバル                     | カミタニミキ（漫画）     | 「上野パンダ島ビキニーズ」プロジェクト（原案）                                                                                 | 2017年3月27日          | 2018年5月18日  |                                                                                       |
| うしろ ふきげんな死神。                                   | 青刃時雨                 | レベルファイブ（原案・監修） 後藤リウ（原作）                                                                                  | 2015年5月15日          | 2016年7月12日  | 『WebNewtype』より継続連載                                                            |
| うちの相方が腐なもんで。                                  | 澄田佑貴                 | - | 2017年3月28日          | 2019年10月1日  |                                                                                       |
| うちの変態メイドに襲われてる                              | saku                     | - | 2017年9月8日           | 2020年2月7日   |                                                                                       |
| 宇宙戦艦ヤマトNEXT スターブレイザーズΛ                    | 吾嬬竜孝                 | 玉盛順一朗（メカデザイン） 西﨑義展（原作） 西﨑彰司（著作総監修） ボイジャーホールディングス（協力）                          | 2020年6月10日          | 2022年8月12日  |                                                                                       |
| 生形くんのよこしまな日常                                  | 澄田佑貴                 | - | 2015年9月21日          | 2017年3月8日   | 『ニコニコエース』より継続連載                                                        |
| うぶな27才とむくな11才                                    | 瀬口たかひろ             | - | 2019年12月13日         | 2021年5月21日  |                                                                                       |
| エンコイ-幼馴染に好きって言いたい女の子の話-              | 空翔俊介                 | - | 2017年3月31日          | 2020年1月31日  |                                                                                       |
| 音戯の譜〜CHRONICLE〜                                     | パネグマ（漫画）         | サンエックス・日本コロムビア（原作）                                                                                           | 2021年2月16日          | 2022年8月16日  |                                                                                       |
| おとなりのおと                                            | 天野のすけ               | - | 2019年4月26日          | 2022年2月8日   |                                                                                       |
| OBSOLETE ハナブサレポート                                 | 曽野由大（漫画）         | EXO-PEDDLERS（原作） 虚淵玄（原案・シリーズ構成）                                                                              | 2020年9月25日          | 2021年10月1日  |                                                                                       |
| オレたちは弥勒君に夢中!                                   | 鹿ちゃん                 | - | 2016年7月6日           | 2017年11月21日 |                                                                                       |
| 温泉むすめ                                                | 三倉ちかげ               | エンバウンド（原作） | 2018年9月7日           | 2020年9月25日  |                                                                                       |
| かいじゅうせかいせいふく                                  | ほしのこ                 | - | 2020年1月21日          | 2021年4月6日   |                                                                                       |
| 怪物メイドの華麗なるお仕事                                | 田辺ゆがた               | - | 2020年4月17日          | 2022年5月20日  |                                                                                       |
| 神サー!〜僕と女神の芸大生活〜                             | 黒山メッキ（漫画）       | 上江洲誠（原作） | 2019年4月10日          | 2022年6月10日  |                                                                                       |
| 家庭教師のルルーシュさん                                  | 漆魂                     | 『コードギアス 反逆のルルーシュ』シリーズ（原作）                                                                              | 2017年12月22日         | 2020年10月2日  |                                                                                       |
| カレとカノジョの選択                                      | 緒原博綺                 | - | 2020年3月31日          | 2023年2月21日  |                                                                                       |
| かわずや                                                  | 蟹丹                     | - | 2016年8月18日          | 2017年9月15日  |                                                                                       |
| 機械の国のアリス                                          | Hambuck                  | - | 2022年4月26日          | 2022年7月5日   |                                                                                       |
| 虐殺器官                                                  | 麻生我等                 | 伊藤計劃／Project Itoh（原作）                                                                                                 | 2015年5月25日          | 2017年9月22日  | 『月刊ニュータイプ』から移籍 『WebNewtype』より継続連載                               |
| 逆転世界ノ電池少女                                        | レフトハンド（漫画）     | 伽藍堂（原作） | 2021年10月12日         | 2022年7月26日  |                                                                                       |
| 空海-KU-KAI- 美しき王妃の謎                               | 睦月れい（漫画）         | 夢枕獏（原作） | 2018年1月12日          | 2018年1月26日  |                                                                                       |
| コードギアス 双貌のオズ                                   | 東條チカ（漫画）         | 「コードギアス 反逆のルルーシュ」シリーズ（原作） サンライズ（企画）                                                           | 2018年5月4日           | 2018年5月25日  | 再掲載                                                                                |
| コードギアス 反逆のルルーシュ外伝 白の騎士 紅の夜叉       | 曽我篤士                 | 高橋びすい（シナリオ） コードギアス 反逆のルルーシュシリーズ（原作） サンライズ（企画） BANDAI SPIRITS、ホビージャパン（協力） | 2017年11月26日         | 2020年11月20日 |                                                                                       |
| コードギアス 反逆のルルーシュ Re;                         | 小笠原智史（漫画）       | 谷口廣次朗（シナリオ） コードギアス 反逆のルルーシュシリーズ（原作）                                                           | 2018年5月25日          | 2020年3月20日  |                                                                                       |
| ころころコロニャ                                          | こむぎこ                 | - | 2017年9月22日          | 2020年2月19日  |                                                                                       |
| サカズキさん家の義兄弟                                    | 佐保                     | - | 2017年3月28日          | 2018年9月25日  |                                                                                       |
| さちうすい犬のしっぽふりり日記                            | チダケイコ               | - | 2019年12月10日         | 2022年4月12日  |                                                                                       |
| サトリのサトル                                            | 小松万記                 | - | 2020年8月18日          | 2022年2月15日  |                                                                                       |
| 死がない伏見くん                                          | こんのあらた             | - | 2020年3月10日          | 2021年3月16日  |                                                                                       |
| 地獄の釜の蓋を開けろ 〜マビノギオン偽典〜                 | 鬼頭えん                 | - | 2018年3月23日          | 2019年12月27日 |                                                                                       |
| 屍者の帝国                                                | 樋野友行                 | 伊藤計劃×円城塔／Project Itoh（原作）                                                                                          | 2015年10月9日          | 2017年10月8日  | 再掲載 『WebNewtype』より継続連載                                                     |
| シャクレルプラネット 僕らはみんなシャクレてる             | 谷和也（え）             | 森昭太（さく） | 2016年12月23日         | 2018年5月10日  |                                                                                       |
| 殤否 僕らの世界のつくりかた                               | Gene                     | - | 2022年4月12日          | 2022年8月2日   |                                                                                       |
| 死んデレ彼女の萌奈美さん。                                | 川崎順平                 | - | 2017年12月6日          | 2017年12月27日 |                                                                                       |
| ストレンヂフルーツ                                        | 石川樹（漫画）           | アサダアツシ（原作・脚本） | 2015年6月22日          | 2017年4月7日   | 『ニコニコエース』より継続連載                                                        |
| センチメンタルサーカス ガラクタたちの夜想曲               | 市川晴子                 | - | 2017年11月28日         | 2019年12月24日 |                                                                                       |
| ZONE-00                                                   | 九条キヨ                 | - | 2016年8月26日          | 2022年8月30日  | 『月刊Asuka』より移籍                                                                 |
| 空の青さを知る人よ                                        | 蜷川ヤエコ（漫画）       | 超平和バスターズ（原作） | 2019年7月26日          | 2021年1月29日  |                                                                                       |
| 黄昏の買い食い部                                          | 鈴木小波                 | - | 2016年7月1日           | 2020年2月28日  |                                                                                       |
| だんしんち                                                | 岡叶                     | - | 2016年11月11日         | 2018年4月24日  |                                                                                       |
| ちいさんぽのかっぱ食堂                                    | ちいさんぽ               | - | 2018年12月14日         | 2019年1月11日  |                                                                                       |
| 超時空要塞マクロス THE FIRST                              | 美樹本晴彦（漫画）       | スタジオぬえ（原作） 『超時空要塞マクロス』（原案）                                                                            | 2014年6月3日 （135号） | 2016年9月      | 『ニュータイプエース』より移籍 『角川ニコニコエース』より継続連載 →『サイコミ』へ移籍 |
| ツインエンジェルBREAK                                     | 河南あすか（漫画）       | サミー（原作） | 2017年4月8日           | 2017年6月24日  |                                                                                       |
| 椿様は咲き誇れない                                        | げしゅまろ               | - | 2017年10月27日         | 2020年4月24日  |                                                                                       |
| THIS IS IT! 制作進行東雲次郎                              | 犬威赤彦（漫画）         | 百瀬祐一郎（原作） | 2020年10月27日         | 2021年10月26日 |                                                                                       |
| デイズ・オン・フェス                                      | 岡叶                     | - | 2018年9月25日          | 2020年7月7日   |                                                                                       |
| 電撃トラベラーズ                                          | オカザキトシノリ（漫画） | 瀬川はじめ | 2017年12月15日         | 2019年9月20日  |                                                                                       |
| 土曜チェイサー                                            | 宮本ろば                 | - | 2016年10月26日         | 2016年12月22日 |                                                                                       |
| トラとハチドリ                                            | ヨドカワ（漫画）         | MB（監修） | 2018年3月30日          | 2020年9月11日  |                                                                                       |
| トリニティ・ブラッド                                      | 九条キヨ（漫画）         | 吉田直（原作） THORES柴本（キャラクター原案）                                                                                  | 2016年11月24日         | 2018年4月24日  | 『月刊Asuka』より移籍                                                                 |
| 泣きたい私は猫をかぶる                                    | 黒丸恭介（コミカライズ） | 「泣きたい私は猫をかぶる」製作委員会（協力）                                                                                   | 2020年5月15日          | 2021年2月19日  |                                                                                       |
| 二階堂さんは意識が高い(笑)                                | 田邉ヨウヘイ             | - | 2016年7月14日          | 2016年7月28日  |                                                                                       |
| 鈍色のカメレオン                                          | 春日井明                 | - | 2018年7月24日          | 2020年7月7日   |                                                                                       |
| ねこ戦 三国志にゃんこ                                     | そにしけんじ             | - | 2015年4月14日          | 2017年6月14日  | 『ニコニコエース』より継続連載                                                        |
| 猫パン日記 幸せを運ぶねこと厄よびパンダ                   | ぬら次郎                 | - | 2019年12月6日          | 2021年3月26日  |                                                                                       |
| 野々山女學院蟲組の秘密                                    | 田辺ゆがた               | - | 2017年11月28日         | 2019年9月24日  |                                                                                       |
| ハーモニー                                                | 三巷文（作画）           | 伊藤計劃／Project Itoh（原作）                                                                                                 | 2015年5月25日          | 2019年7月1日   | 『月刊ニュータイプ』から移籍 『WebNewtype』より継続連載                               |
| ハイラのSP -龍伐庁調査執行部第3課-                        | 榊原瑞紀                 | - | 2015年4月14日          | 2017年1月20日  | 『ニコニコエース』より継続連載                                                        |
| ばけもの夜話づくし                                        | マツリ                   | - | 2019年6月25日          | 2022年11月22日 | 『月刊コミックジーン』より移籍                                                        |
| バドミントンガールズ                                      | 東毅                     | DMM GAMES | 2018年10月30日         | 2018年11月6日  |                                                                                       |
| 花部長(52)と心乃ちゃん(17)                                | 吟華                     | - | 2016年10月12日         | 2018年10月9日  |                                                                                       |
| 花、むすぶ君へ                                            | 青井みと                 | - | 2016年8月24日          | 2017年7月25日  | 『月刊Asuka』より移籍                                                                 |
| バターチーズガール                                        | 安倍川                   | - | 2015年6月6日           | 2017年4月7日   | 『WebNewtype』より継続連載                                                            |
| Butlers〜千年百年物語〜                                   | 島藤ゆかり（作画）       | 「Butlers〜千年百年物語〜」プロジェクト（原作）                                                                                | 2018年1月23日          | 2019年1月22日  |                                                                                       |
| 破滅のカノジョ                                            | ひろせたくじ             | - | 2021年1月22日          | 2022年10月21日 |                                                                                       |
| BEATLESS -dystopia                                        | 鶯神楽（漫画）           | 長谷敏司（原作） redjuice（キャラクター原案）                                                                                  | 2018年1月12日          | 2018年1月12日  | 出張掲載                                                                              |
| ひぐらし日記                                              | 日暮えむ                 | - | 2021年11月16日         | 2022年2月1日   | 出張掲載                                                                              |
| 秘すれば華なり                                            | 葛原昏（作画）           | 矢神うた（原作） | 2020年9月15日          | 2022年1月18日  |                                                                                       |
| ひるね姫 〜知らないワタシの物語〜                         | 一花ハナ（漫画）         | 神山健治（原作） | 2017年2月27日          | 2017年12月9日  |                                                                                       |
| 服を着るならこんなふうに                                  | 縞野やえ                 | MB（企画協力） | 2015年5月27日          | 2016年10月3日  | 『WebNewtype』より継続連載 →『ヤングエースUP』へ移籍                                  |
| ブレイブウィッチーズ Prequel オラーシャの大地             | 月並甲介（漫画）         | 築地俊彦（著） 島田フミカネ＆Projekt World Witches（原作）                                                                     | 2017年4月7日           | 2018年10月20日 |                                                                                       |
| ヘレナとオオカミさん                                      | 布里斯                   | - | 2022年4月12日          | 2022年7月19日  |                                                                                       |
| 僕の彼女がマジメ過ぎる処女ビッチな件                      | 松本ナミル               | - | 2015年7月20日          | 2019年9月13日  | 『ニコニコエース』より継続連載                                                        |
| ポッピンQ reverse                                         | 山珠彩貴（漫画）         | 東堂いづみ（原作） 黒星紅白（キャラクター原案）                                                                                | 2016年11月4日          | 2017年2月1日   |                                                                                       |
| ほわころくらぶ                                            | えちがわのりゆき         | - | 2017年6月27日          | 2021年3月16日  |                                                                                       |
| BONサイ☆らいど                                            | 森小太郎                 | - | 2016年7月29日          | 2016年11月18日 |                                                                                       |
| 真夜中のオカルト公務員                                    | たもつ葉子               | - | 2016年8月16日          | 2022年2月22日  | 『月刊Asuka』より移籍                                                                 |
| マンガでわかる かずのすけ式美肌化学のルール               | 氷堂リョージ（漫画）     | かずのすけ（監修） | 2018年6月12日          | 2018年6月19日  |                                                                                       |
| 美希ちゃんいよいよOUT!                                    | カミタニミキ             | - | 2017年3月10日          | 2018年2月9日   |                                                                                       |
| みなさまエト・ヴ・プレ?                                   | 田丸鴇彦                 | - | 2016年10月7日          | 2018年5月11日  |                                                                                       |
| 峯田さんはうまくイカない                                  | 明け方とばり             | - | 2017年12月15日         | 2017年12月29日 |                                                                                       |
| メタモルフォーゼの縁側                                    | 鶴谷香央理               | - | 2017年11月17日         | 2020年10月9日  |                                                                                       |
| もちっと忠犬もちしば                                      | 眞丘ちえ                 | - | 2019年3月26日          | 2021年12月28日 |                                                                                       |
| モノのケものぐらし                                        | りりうら世都             | - | 2020年7月31日          | 2022年1月21日  |                                                                                       |
| もふもふの神様さがし                                      | たまき                   | - | 2016年11月9日          | 2018年9月4日   |                                                                                       |
| 幽霊船クロニクル                                          | 瀬川はじめ               | - | 2016年11月2日          | 2017年4月21日  | 『月刊Asuka』より移籍                                                                 |
| よつば男子寮戦線                                          | たもつ葉子               | - | 2018年8月1日           | 2018年8月24日  | 再掲載                                                                                |
| 流星コーリング〜双つ星の願い事〜                          | 天月みご（漫画）         | 河邉徹（原作） | 2021年4月16日          | 2022年2月8日   |                                                                                       |
| ワールドウィッチーズ 魔女たちの航跡雲 Contrail of Witches | ななてる                 | 島田フミカネ＆Projekt World Witches                                                                                            | 2016年11月18日         | 2018年3月9日   | 再掲載                                                                                |
| わたしのお腹の責任取って!                                 | 肉丸（漫画）             | ジョーさん。（料理監修） | 2021年7月30日          | 2022年7月29日  |                                                                                       |

### WebNewtype時代の連載作品
- 姉と僕らの恋事情（原作：シーエスレポーターズ、漫画：鈴木沙恵、2015年4月10日 - 2016年3月11日）
- Mr.ブリック in ハーバーテイル（伊藤有壱、2015年3月10日 - 2016年3月1日）

### ニコニコエース時代の連載作品
オリジナル作品のみ記載。
- ネクロダンサー（松永孝之、35号 - 56号）
- 水瀬陽夢と本当はこわいクトゥルフ神話（原作：朝霧カフカ、漫画：吉原雅彦、73号 - 129+130号）
- 翠星のガルガンティア（原作：オケアノス、漫画：三途河ワタル、キャラクター原案：鳴子ハナハル、監修：Production I.G、89号 - 115号）
- 銀河機攻隊 マジェスティックプリンス（漫画：尾﨑祐介、原作：創通・フィールズ、94号 - 102号） - 『ニュータイプエース』より移籍
- TIGER & BUNNY（画：榊原瑞紀、企画・原作：サンライズ、94号 - 163号）
- フルメタル・パニック! アナザー（漫画：たいち庸、原作：賀東招二・大黒尚人、キャラクター原案：四季童子、99号 - 147号） - 『ニュータイプエース』より移籍
- フルメタル・パニック! アナザーΣ（漫画：たいち庸、原作：賀東招二・大黒尚人、キャラクター原案：四季童子、156号 - 195号）
- ノブナガ・ザ・フール（大関詠嗣、110号 - ）
- 霊柩惑星（池上ナオ、2015年7月6日 - ）

## 映像化作品

### アニメ化
| 作品                                 | 放送年 | アニメーション制作            | 備考 |
| ------------------------------------ | ------ | ----------------------------- | ---- |
| 僕の彼女がマジメ過ぎる処女ビッチな件 | 2017年 | ディオメディア スタジオブラン |      |
| 真夜中のオカルト公務員               | 2019年 | ライデンフィルム              |      |
| 世話やきキツネの仙狐さん             | 2019年 | 動画工房                      |      |
| 女子高生の無駄づかい                 | 2019年 | パッショーネ                  |      |
| フードコートで、また明日。           | 2025年 | Atelier Pontdarc              |      |
| 少女型兵器は家族になりたい           | 2025年 | スタジオフラッド              |      |

### 実写化
| 作品                   | 公開年 | 配給 | 備考 |
| ---------------------- | ------ | ---- | ---- |
| メタモルフォーゼの縁側 | 2022年 | 日活 |      |